# 非标准模型
在数理逻辑的模型论中，称某理论的模型为非标准模型（英語：Non-standard model），如果它与预期模型（或称标准模型）不同构。如果预期模型是无限的, 且使用的语言是一阶的，则非标准模型的存在性由勒文海姆–斯科伦定理保证。非标准模型可被选为预期模型的初等扩张或初等子结构。
非标准模型在集论、非标准分析，以及非标准算术模型中有所研究。